# V
A V a latin ábécé 22., a magyar ábécé 38. betűje. Számítógépes használatban az ASCII kódjai: nagybetű – 86, kisbetű – 118. Kiejtése magyarul: vé.
A „V” betű eredete a sémi nyelv vav hangjára vezethető vissza, csakúgy, mint a modern nyelvek F, U, W, vagy Y betűi.

## Jelentései

### Biokémia
- V: a valin (esszenciális aminosav) jele.

### Filmművészet
- V: 2009-ben indult amerikai televíziós sorozat
- V mint vérbosszú: 2005-ös amerikai akcióthriller Natalie Portman és Hugo Weaving főszereplésével

### Fizika
- V az SI rendszerben a volt, az elektromos feszültség mértékegységének jele.
- v: a sebesség jele (velocitas)
- V: a térfogat jele (volumen)
- v: a fajlagos térfogat jele

### Kémia
- V: a vanádium vegyjele
- V: a térfogat jele

### Közgazdaságtan
- v, V: hasznossági függvényekre használatos jelölés (ha az U már foglalt)
- V: a pénz forgási sebességének jele a makroökonómiában

### Matematika
- V: A római ötös számjegy
- V: A térfogat betűjele

### Számítástechnika
- v: számítógépes programoknál a verzió, version rövidítése

### Zene
- V, mint Vanessa Hudgens 2006-os albuma

### Egyéb
- V: a Victory, azaz a győzelem betűjele.
- V: a Vatikán nemzetközi autójelzése
- V: naptárban a vasárnap rövidítése